# 川副町
川副町（かわそえまち）は、かつて佐賀県の南東の端にあった町である。2007年（平成19年）10月1日付で佐賀市に編入され、「佐賀市川副町」となった。
町域に佐賀空港があったことから、町のキャッチフレーズは『「空港都市 - エアフロントシティ川副」 - 快適な町、豊かな町、和やかな町』であった。

## 地理
佐賀県の南東端、佐賀市の南隣に位置する。町域の南側は有明海に面し、東側は筑後川河口の西岸にあり福岡県と接する。町域すべてが筑紫平野（佐賀平野）に含まれており、町の南にある佐賀空港を含め、面積の半分以上は江戸時代中期から行われた干拓によって作られた土地であるため、低平で起伏が少ない地形である。
筑後川河口に三角州があり、その南半分も町域（川副町大詫間）である。大詫間も同様に350年間・50回もの干拓によって作られた。なお、三角州の北半分は福岡県大川市大野島地区。

早津江川は筑後川水系であり、三角州から西へ分岐して有明海に注ぐ。川副町早津江は早津江川西岸の地区名である。
- 河川：筑後川、早津江川（筑後川水系）、八田江
- 湖沼：佐賀平野特有のクリークと呼ばれる堀が多い。

### 隣接していた自治体
- 佐賀県
  - 佐賀市
  - 佐賀郡東与賀町
- 福岡県
  - 大川市
  - 柳川市

## 歴史

### 近世以前
室町時代は、在地領主鹿江氏らがこの地を治め、戦国大名龍造寺隆信が亡命先の筑後国から帰還を果たしたのもこの地であった。江戸時代になると、佐賀藩の直轄領となったほか、藩主鍋島氏の外戚家門石井氏に与えられ、番所を設置し、明治維新まで支配した。幕末には、藩営三重津海軍所が設置され、藩海軍の根拠地となった。

### 近現代
- 1943年（昭和18年）4月7日 - 有明海でウミタケ漁をしていた漁業者が大量遭難。約70人が死亡[1]。
- 1953年（昭和28年）6月25日〜27日 - 豪雨により佐賀平野のほとんどの河川の堤防が決壊し県内各地に甚大な被害（昭和28年水害）。川副地区の水田は一面泥海と化し、植えたばかりの稲田が絶滅。救援苗を鹿児島県などから受け、田植えをやり直した。
- 1958年（昭和33年）10月1日 - 南川副中学校、西川副中学校、中川副中学校を統合し、川副中学校が発足。大詫間中学校は翌年3月31日に廃校。
- 1974年（昭和49年）2月5日 - 大詫間の「山口家住宅」が国の重要文化財に指定される。
- 1976年（昭和51年）9月19日〜22日 - 佐賀国民体育大会（若楠国体）の水球競技が川副町民プールにて開催される。
- 1983年（昭和58年）12月10日 - 川副大橋が開通し、大詫間地区へ上水道送水が開始される。
- 1990年（平成2年）10月16日 - 早津江橋が開通。
- 1996年（平成8年）3月28日 - 山口家住宅公園が落成。
- 1998年（平成10年）7月28日 - 有明海に有明佐賀空港が開港。
- 2004年（平成16年）3月31日 - 佐野常民記念館が竣工（2021年9月25日に「佐野常民と三重津海軍所跡の歴史館」にリニューアル[2]）。

### 行政区域の変遷
- 1889年（明治22年）4月1日 - 町村制施行により佐賀郡に南川副村・中川副村・大詫間村・西川副村が成立する。
- 1953年（昭和28年）4月1日 - 南川副村が町制施行。南川副町となる。
- 1955年（昭和30年）4月1日 - 南川副町・中川副村・大詫間村が合併し、川副町が発足。
- 1956年（昭和31年）9月30日 - 西川副村を川副町に編入。
- 2007年（平成19年）10月1日 - 東与賀町・久保田町とともに佐賀市に編入された。

### 字の変遷
| 1868年(明治初年)時点 | 1868年(明治初年)時点 | 1889年 - | 1889年 - | 1889年 -     | 1953年 - | 1953年 - | 1953年 - | 1955年 - | 1955年 - | 1955年 -     | 1956年 - | 1956年 - | 1956年 -   | 2005年 - | 2005年 -           |
| 佐賀郡               | 犬井道村             | 佐賀郡   | 南川副村 | 大字犬井道   | 佐賀郡   | 南川副町 | 同左     | 佐賀郡   | 川副町   | 大字犬井道   | 佐賀郡   | 川副町   | 同左       | 佐賀市   | 川副町大字犬井道   |
| 佐賀郡               | 鹿江村               | 佐賀郡   | 南川副村 | 大字鹿江     | 佐賀郡   | 南川副町 | 同左     | 佐賀郡   | 川副町   | 大字鹿江     | 佐賀郡   | 川副町   | 同左       | 佐賀市   | 川副町大字鹿江     |
| 佐賀郡               | 早津江村             | 佐賀郡   | 中川副村 | 大字早津江   | 佐賀郡   | 同左     | 同左     | 佐賀郡   | 川副町   | 大字早津江   | 佐賀郡   | 川副町   | 同左       | 佐賀市   | 川副町大字早津江   |
| 佐賀郡               | 早津江津             | 佐賀郡   | 中川副村 | 大字早津江津 | 佐賀郡   | 同左     | 同左     | 佐賀郡   | 川副町   | 大字早津江津 | 佐賀郡   | 川副町   | 同左       | 佐賀市   | 川副町大字早津江津 |
| 佐賀郡               | 福富村               | 佐賀郡   | 中川副村 | 大字福富     | 佐賀郡   | 同左     | 同左     | 佐賀郡   | 川副町   | 大字福富     | 佐賀郡   | 川副町   | 同左       | 佐賀市   | 川副町大字福富     |
| 佐賀郡               | 大詫間村             | 佐賀郡   | 大詫間村 | 大詫間村     | 佐賀郡   | 同左     | 同左     | 佐賀郡   | 川副町   | 大字大詫間   | 佐賀郡   | 川副町   | 同左       | 佐賀市   | 川副町大字大詫間   |
| 佐賀郡               | 小々森村             | 佐賀郡   | 西川副村 | 大字小々森   | 佐賀郡   | 同左     | 同左     | 佐賀郡   | 同左     | 同左         | 佐賀郡   | 川副町   | 大字小々森 | 佐賀市   | 川副町大字小々森   |
| 佐賀郡               | 南里村               | 佐賀郡   | 西川副村 | 大字南里     | 佐賀郡   | 同左     | 同左     | 佐賀郡   | 同左     | 同左         | 佐賀郡   | 川副町   | 大字南里   | 佐賀市   | 川副町大字南里     |
| 佐賀郡               | 西古賀村             | 佐賀郡   | 西川副村 | 大字西古賀   | 佐賀郡   | 同左     | 同左     | 佐賀郡   | 同左     | 同左         | 佐賀郡   | 川副町   | 大字西古賀 | 佐賀市   | 川副町大字西古賀   |

## 行政

### 歴代町長
| 代 | 町長       | 任期                                                 | 備考           |
| -- | ---------- | ---------------------------------------------------- | -------------- |
| 1  | 吉武喜久志 | 1955年（昭和30年）5月1日 - 1967年（昭和42年）4月30日 |                |
| 2  | 副島静雄   | 1967年（昭和42年）5月1日 - 1987年（昭和62年）4月30日 |                |
| 3  | 吉武寛     | 1987年（昭和62年）5月1日 - 1995年（平成7年）4月30日  |                |
| 4  | 江口善己   | 1995年（平成7年）5月1日 - 2007年（平成19年）9月30日  | 編入により失職 |

### 警察
- 諸富警察署（佐賀市諸富町）
  - 犬井道交番（川副町鹿江）
  - 早津江駐在所（川副町早津江）
  - 大詫間駐在所（川副町大詫間）
  - 佐賀空港警備派出所（川副町犬井道）

### 消防
佐賀広域消防局の管轄にある。
- 南部消防署（川副町鹿江）

## 経済

### 産業
平野地形・干拓地における米・大麦・小麦などの栽培と、有明海沿岸部での海苔の養殖が中心。

#### 漁業
- 海苔と海産物漬物が特産物である。
- 川副町には下記の漁港がある。
  - 戸ヶ里漁港（戸ヶ里地区）
  - 戸ヶ里漁港（早津江地区）
  - 戸ヶ里漁港（大詫間地区）
  - 戸ヶ里漁港（三軒屋地区）
  - 広江漁港

※平成8年1月10日 戸ヶ里漁港から戸ヶ里漁港（戸ヶ里地区）へ、早津江漁港から戸ヶ里漁港（早津江地区）へ、大詫間漁港から戸ヶ里漁港（大詫間地区）へ、三軒屋漁港から戸ヶ里漁港（三軒屋地区）へそれぞれ名称変更。なお、地元では通称として「戸ヶ里漁港」、「早津江漁港」、「大詫間漁港」、「三軒屋漁港」と呼ばれ続けている。

### 本社を置く企業
- スーパーモリナガ

### 支店を置く銀行
- 佐賀銀行 - 犬井道支店（川副町犬井道）
- 佐賀共栄銀行 - 川副支店（川副町鹿江）
- 佐賀信用金庫 - 早津江支店（川副町鹿江）

### 郵便局
カッコ内は郵便番号。
集配局
早津江郵便局 (840-2299)
無集配局
川副南郵便局 (840-2213)
大詫間郵便局 (840-2211)
川副西郵便局 (840-2205)

## 姉妹都市・提携都市

### 国内
- 旧臼田町（長野県）
  - 佐野常民と大給恒が博愛社（のちの日本赤十字社）を創設した縁

## 地域

### 教育

#### 中学校
- 川副町立川副中学校（→佐賀市立川副中学校）

#### 小学校
（編入後はいずれも佐賀市立小学校となる）
- 川副町立南川副小学校
- 川副町立西川副小学校
- 川副町立中川副小学校
- 川副町立大詫間小学校

#### 幼稚園
- 大詫間幼稚園(2017年に現博愛の里こども園と合併)
- 海童幼稚園
- 川副西幼稚園
- 小鹿幼稚園
- 博愛の里こども園
- 鳳鳴乃里幼稚舎

#### 学校教育以外の施設
農業者研修教育施設
- 佐賀県農業大学校

保育所
- 川副町保育園
- みなみ保育園

## 交通

### 空港
- 佐賀空港（九州佐賀国際空港）

#### 国内線
| 航空会社                   | 就航地    |
| -------------------------- | --------- |
| 全日本空輸 (ANA)           | 東京/羽田 |
| スプリング・ジャパン (SJO) | 東京/成田 |

#### 国際線
| 航空会社              | 就航地          |
| --------------------- | --------------- |
| 春秋航空 (9C)         | 上海/浦東、西安 |
| タイガーエア台湾 (IT) | 台北/桃園       |

### 鉄道路線
町内を鉄道路線は通っていない。最寄り鉄道駅は佐賀駅のほか、町内からバス路線の存在する福岡県柳川市にある西鉄柳川駅も利便性の高さから利用されている。

### バス路線
- 佐賀市交通局（番号は行先番号）
  - 20: 佐賀市〜佐賀市諸富町経由〜川副町早津江
  - 23: 佐賀市〜川副町（咾分〜和崎〜大詫間）
  - 25: 佐賀市〜東与賀町〜川副町（広江〜咾分〜和崎）
  - 佐賀市〜東与賀町〜川副町咾分〜佐賀空港（川副町）
- 西鉄バス久留米
  - 柳川市〜大川市〜川副町早津江

### 道路

#### 一般国道
- 国道444号

#### 県道
- 主要地方道
  - 福岡県道・佐賀県道18号大牟田川副線
  - 佐賀県道30号佐賀川副線
  - 佐賀県道48号佐賀外環状線
  - 佐賀県道49号佐賀空港線
- 一般県道
  - 佐賀県道・福岡県道140号大詫間大川線
  - 佐賀県道285号大詫間光法停車場線
  - 佐賀県道313号飯盛戸ヶ里港線

### 船舶
- 町内には漁港しかなく、川副町を発着する一般旅客航路はない。

## 観光・文化

### 名所・旧跡
- 山口家住宅（国の重要文化財） - 川副町大詫間。じょうご造りの農家。
- 佐野記念公園
  - 佐野常民記念館 - 川副町早津江津。日本赤十字社の創始者、佐野常民の記念館。
  - 三重津海軍所跡 - 川副町早津江。歴代佐賀藩主の御用船を置く船蔵があった。
- 鳥類供養塔 - 川副町福富（米納津）
- 佐賀空港コスモス園、わた畑
- 川副さくらロード
- 龍造寺隆信像と燈堂（あかしどう）

### 祭事・催事
- 春まつり（4月） - 海童神社、松枝神社、志賀神社など町内7社
- 川副町観光海開き（4月）
- 干潟探検隊ガタベンチャー（4月）
- 川副町観光潮干狩り（4月〜5月） - アサリ、アカガイが主。町内の5漁港から乗船。
- 観光釣り船（4月〜8月）
- 祇園（夏祭り）（7月） - 海童神社、志賀神社
- 観光遊覧船（6月〜8月）
- 海童神社奉納浮立、松枝神社奉納浮立（10月）
- 佐野祭（12月）

## 出身有名人
- 佐野常民（博愛社（のちの日本赤十字社）の創始者、佐賀の七賢人の1人）
- 池田直（佐賀県知事を1959年4月23日〜1979年4月22日（5期）務める）
- 田原輝（画家）
- 深川善次（画家）
- 吉田進一（画家）
- 大隈武夫（画家）
- 内田広己（画家）
- 岡康道（クリエイティブ ディレクター、CMプランナー、コピーライター。タグボート。）
- 本村健太郎（弁護士、俳優）
- 福岡資麿（政治家、参議院議員、第28代厚生労働大臣）

## 関連文献
- 川副町誌 (昭和54年2月28日発行)（佐賀市 行政資料コーナー）